# 莫德里奇 (烏克蘭)
49°18′46″N 23°29′30″E / 49.31278°N 23.49167°E
莫德里奇（烏克蘭語：Модричі），是烏克蘭的村落，位於該國西部利沃夫州，由德羅霍貝奇區負責管轄，始建於1200年，面積22平方公里，2001年人口1,230，人口密度每平方公里55.91人。